# Габерке
Габерке (словен. Gaberke) су насељено место у општини Шоштањ, Савињска регија, Словенија.

## Историја
До територијалне реорганизације у Словенији биле су у саставу старе општине Велење.

## Становништво
У попису становништва из 2011. године, Габерке су имале 684 становника.
| Број становника према пописима | Број становника према пописима | Број становника према пописима |
| ------------------------------ | ------------------------------ | ------------------------------ |
| 1991                           | 2002                           | 2011                           |
| 656                            | 673                            | 684                            |

Напомена: До 1988. исказивано под именом Габрке. Исте године увећан је за део насеља Равне.